# Зеленополье (Луговское сельское поселение)
Зеленополье (нем. Borchersdorf, лит. Borchersdorfas) — посёлок в Гурьевском городском округе Калининградской области. Входит в состав Луговского сельского поселения.

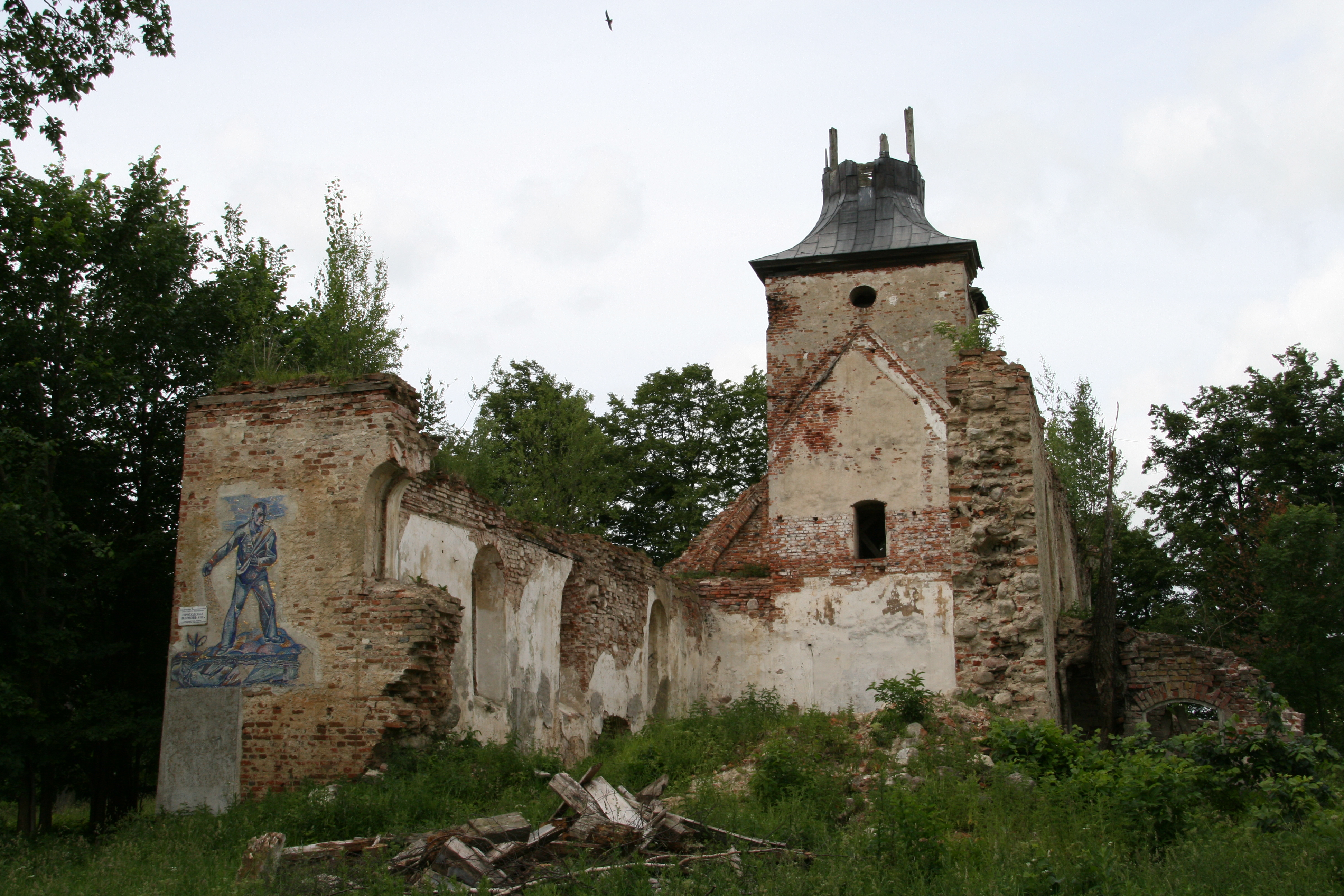
руина кирхи Борхерсдорфа 2011
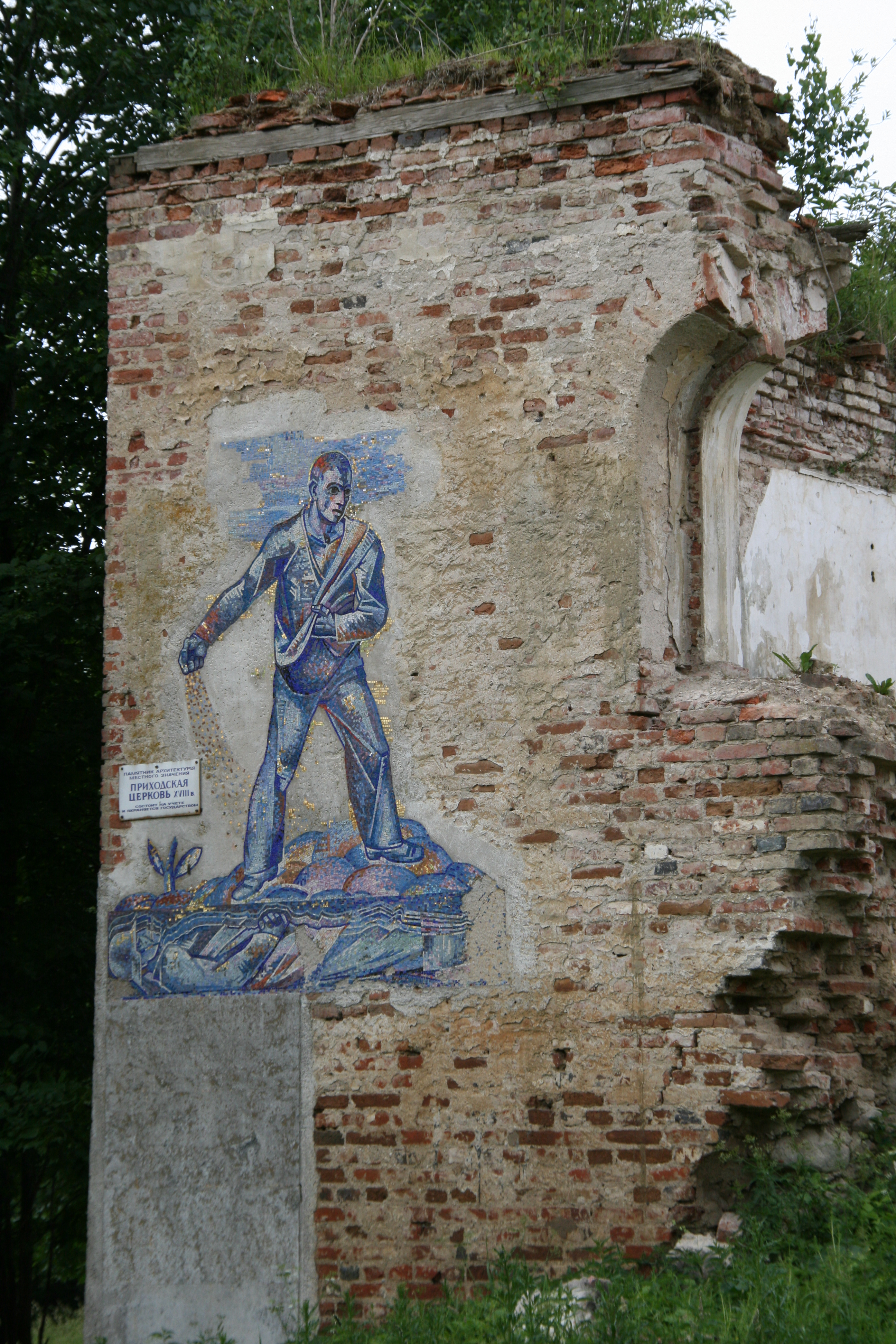
моза́ика на руинах кирхи 2011

## История
Кирха в Борхерсдорфе упоминается впервые в орденских документах в 1481 году. Новая кирха была построена в 1718—1735 годах.
В 1910 году население Борхерсдорфа составляло 506 жителей. В 1920-х годах на восточной стене кирхи был сооружен уникальный памятник погибшим в годы Первой мировой войны.
27 января 1945 года Борхерсдорф был взят войсками Красной Армии, в 1946 году переименован в поселок Зеленополье.

## Население
| 2002 | 2010 |
| ---- | ---- |
| 246  | ↗283 |

В 1933 году в Борхерсдорфе проживало 588 человек, в 1939 году — 590 человек.